# Dick Peaks
Die Dick Peaks sind eine Gruppe von Berggipfeln im ostantarktischen Enderbyland. Sie ragen 1,5 km östlich des Mount Humble am östlichen Ende der Raggatt Mountains auf.
Entdeckt wurden sie von Douglas Walter Leckie (* 1920), Flugstaffelführer der Royal Australian Air Force, bei einem Überflug im Oktober 1956 im Rahmen der Australian National Antarctic Research Expeditions. Das Antarctic Names Committee of Australia (ANCA) benannte die Gruppe nach William T. Dick, Wetterbeobachter auf der Mawson-Station im Jahr 1960.